# 삼척 이씨
삼척 이씨(三陟李氏)는 강원특별자치도 삼척시를 본관으로 하는 한국의 성씨이다. 시조는 고려에서 상장군(上將軍)을 지낸 이강제(李康濟)이다.

## 참고 자료
- “삼척이씨(三陟李氏)”. 뿌리를 찾아서.[깨진 링크(과거 내용 찾기)]